# درام الکترونیکی

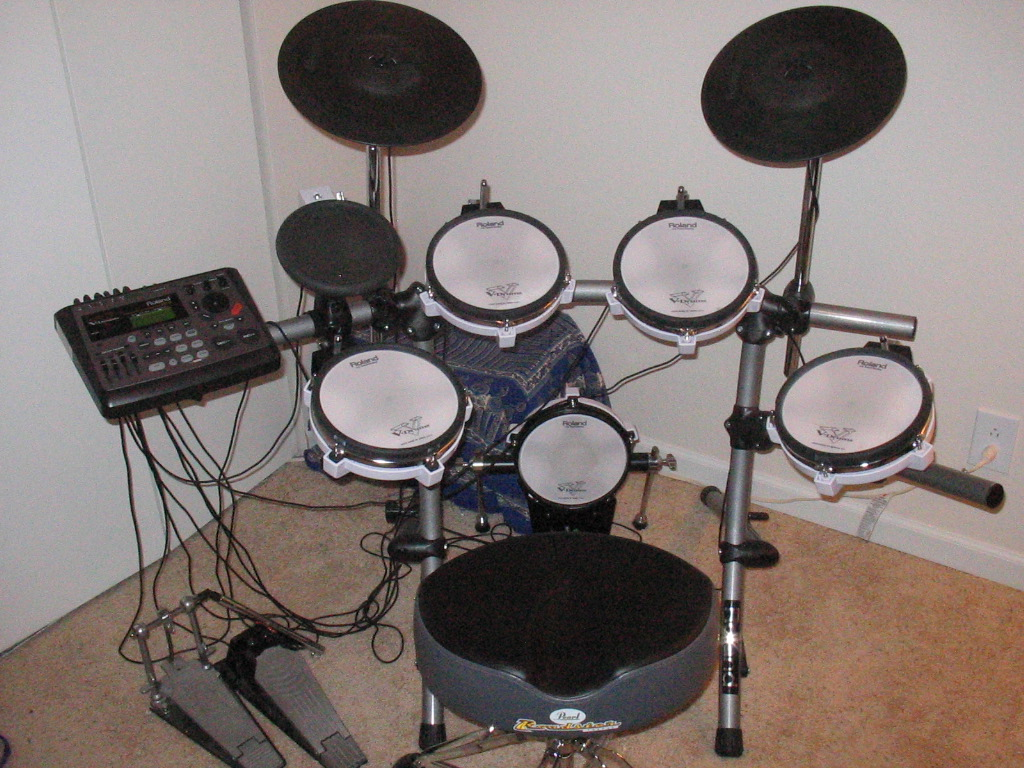
درام الکتریک

درام الکترونیکی (به انگلیسی: Electronic drum) نوعی سینث‌سایزر است که عملِ یک درام کیت آکوستیک را تقلید می‌کند.
طبل الکترونیکی معمولا شامل مجموعه ای از پد های نصب شده روی یک پایه می باشد که به صورت مشابه با یک کیت درام آکوستیک قرار دارد. پد ها دیسک هایی با یک پوشش لاستیکی یا پارچه ای هستند. هر پد دارای یک سنسور است که زمانی سیگنال الکتریکی را تولید می کند. سیگنال الکتریکی از طریق کابل به یک ماژول الکترونیکی منتقل می شود که صدای مربوط به پد انتخاب شده را تولید می کند. 
برخلاف پیانو های دیجیتال که معمولا قیمت های پایین تر از پیانو های آکوستیک دارند درام های الکترونیکی پیشرفته  قیمتی بالاتر از درام های آکوستیک دارند . از برند های معروف درامز های الکترونیکی میتوان به ROLAND ، YAMAHA اشاره کرد